# Калло (Бельгия)
Калло — населённый пункт в одном из районов Бельгии, Восточная Фландрия. 
Ближайший аэропорт ANR — Антверпен Дёрне (Antwerp Deurne), расположен в 14.1 км на юго-восток от Калло. Другие соседние аэропорты WOE — Вунсдрехт (Woensdrecht) 22.5 км на север, BRU — Брюссельский Национальный (Мелсбрук) (Brussels Natl (Melsbroek) 41.3 км на юг, EIN — Эйндховен (Eindhoven) 79.2 км на восток, RTM — Роттердам 79.4 км на север.